# Maricón perdido
Maricón perdido és una sèrie espanyola de 2021 original de TNT (Espanya), creada i escrita per Bob Pop, inspirant-se en episodis de la seva pròpia vida, i protagonitzada per ell mateix, juntament amb Gabriel Sánchez i Carlos González.
A causa del seu èxit, va aconseguir expandir-se internacionalment estrenant-se en diversos territoris, a través de plataformes del grup WarnerMedia. Es va estrenar en França el 29 de juny per Warner TV, el 22 de juliol en Amèrica Llatina per TNT i HBO Max, el 26 d'octubre als Estats Units i els països nòrdics per HBO Max, al novembre en Alemanya per Warner TV Sèrie, i en 2022 en Portugal i Europa central per HBO Max.

## Sinopsi
Roberto, amb tan sols 12 anys, comença una cerca d'identitat que s'allargarà fins a deu anys més tard, quan a Chueca i amb vocació de ser escriptor, intentarà reformular la seva vida intentant respondre's a la pregunta de qui és i com ser feliç en un món tan hostil.

## Repartiment

### Elenc principal
- Bob Pop com Roberto Enríquez «Bob Pop» (etapa adulta)
- Carlos González com Roberto Enríquez «Bob Pop» (etapa adolescent)
- Gabriel Sánchez com Roberto Enríquez «Bob Pop» (etapa infantil)
- Candela Peña com a Mare, la mare de Bob Pop
- Alba Flores com Lola, millor amiga de Bob Pop
- Daniel Baiona com Bob Manso
- Ramon Pujol com Miguel

Amb la col·laboració de
- Carlos Bardem com a Pare, el pare de Bob Pop
- Guillermo Toledo com a Publicista
- Pedro Almodóvar com Ell mateix
- Andreu Buenafuente com Ell mateix
- Berto Romero com Ell mateix
- Miguel Rellán com a Avi, l'avi de Bob Pop

### Elenc secundari
- Javier Bódalo com El Rata
- Berta Cascante com La Chon
- María Romanillos com Bea
- Sergi Gibert com Luis Sauna
- Roger Padilla com Carlos Lara
- Daniela Lucas com a Germana Bob
- Blas Sánchez com Ricardo
- Fernando Valdivielso com Juan Retiro
- Júlia Molins com Cora
- José Luis Barquero com Javier Herrero
- Luis Maesso com Pedro Herrero
- Camille Aguilar com Pilar
- Marta Castellote com Ana
- Lola Errando com Carlota
- Michael Batista com Darío
- Miguel Cañaveras com Daniel Echevarría
- Joan Sentís com Carlos Lara (90's)

## Episodis
| Núm. | Títol              | Direcció        | Guió    | Data d'emissió original |
| ---- | ------------------ | --------------- | ------- | ----------------------- |
| 1    | «No llores por mí» | Alejandro Marín | Bob Pop | 18 de juny de 2021      |
| 2    | «Retiro carnal»    | Alejandro Marín | Bob Pop | 18 de juny de 2021      |
| 3    | «Háblame de ti»    | Alejandro Marín | Bob Pop | 18 de juny de 2021      |
| 4    | «Manso»            | Alejandro Marín | Bob Pop | 25 de juny de 2021      |
| 5    | «Todo bien»        | Alejandro Marín | Bob Pop | 25 de juny de 2021      |
| 6    | «Recuerda»         | Alejandro Marín | Bob Pop | 25 de juny de 2021      |

## Reconeixements
| Any  | Premi        | Categoria                         | Nominat(s)      | Resultat   | Ref.  |
| ---- | ------------ | --------------------------------- | --------------- | ---------- | ----- |
| 2021 | Premis Ondas | Millor sèrie espanyola de comèdia | Maricón perdido | Guanyadora | [ 4 ] |